# Storia di Padova
La storia di Padova ha visto il progressivo evolversi (nell'arco di almeno 2.500 anni) di un centro di discreto rilievo commerciale, culturale ed economico.
Padova è una città antichissima, anche se la sua fondazione per opera di Antenore è notoriamente un falso storico leggendario. Fu importante municipium romano, poi comune medievale di spicco, passato sotto la dominazione dei Carraresi prima, e di Venezia dal 1405. Caduta la Serenissima (1797), appartenne per cinquant'anni al Regno Lombardo-Veneto, passando nel 1866 al Regno d'Italia.
Nel corso della prima guerra mondiale, Padova costituì una sorta di quartier generale avanzato per le forze alleate. A Villa Giusti (località Mandria di Padova) fu firmato l'armistizio che pose termine al conflitto (4 novembre 1918). Gli eventi occorsi nell'ultimo conflitto mondiale e nel dopoguerra sono assimilabili a quelli riscontrati nel rimanente territorio italiano.

## Preistoria e mito
(Virgilio, Eneide, 1, 247 - 249)
La tradizione vuole che la fondazione di Padova risalga al 1185 a.C., per opera di un gruppo di Veneti, provenienti secondo le leggende vuoi dall'Illiria vuoi dall'Asia minore, guidati da Antenore, il principe sopravvissuto alla distruzione di Troia, la cui ipotetica tomba sorgerebbe nell'omonima piazza.
Indipendentemente dagli aspetti di pura fantasia, insediamenti preistorici sono stati accertati dall'archeologia, già a partire dall'XI secolo a.C. - X secolo a.C., topograficamente in corrispondenza dell'odierno centro di Padova.
(Tito Livio)
Rappresentando uno dei principali centri della cultura paleoveneta, l'antica Padova sorse sulle sponde del fiume Brenta (durante l'antichità chiamato Medoacus Major) che allora (probabilmente fino al 589) scorreva nell'alveo dell'odierno Bacchiglione, al tempo denominato Medoacus Minor.
Alla "fluvialità" originaria di Padova, è legato il famoso episodio in cui - a detta di Tito Livio - la scorreria dello spartano Cleonimo sarebbe stata valorosamente respinta dagli antichissimi padovani (302 a.C.) a seguito di una sorta di battaglia navale sul Brenta-Medoacus.

## Età romana

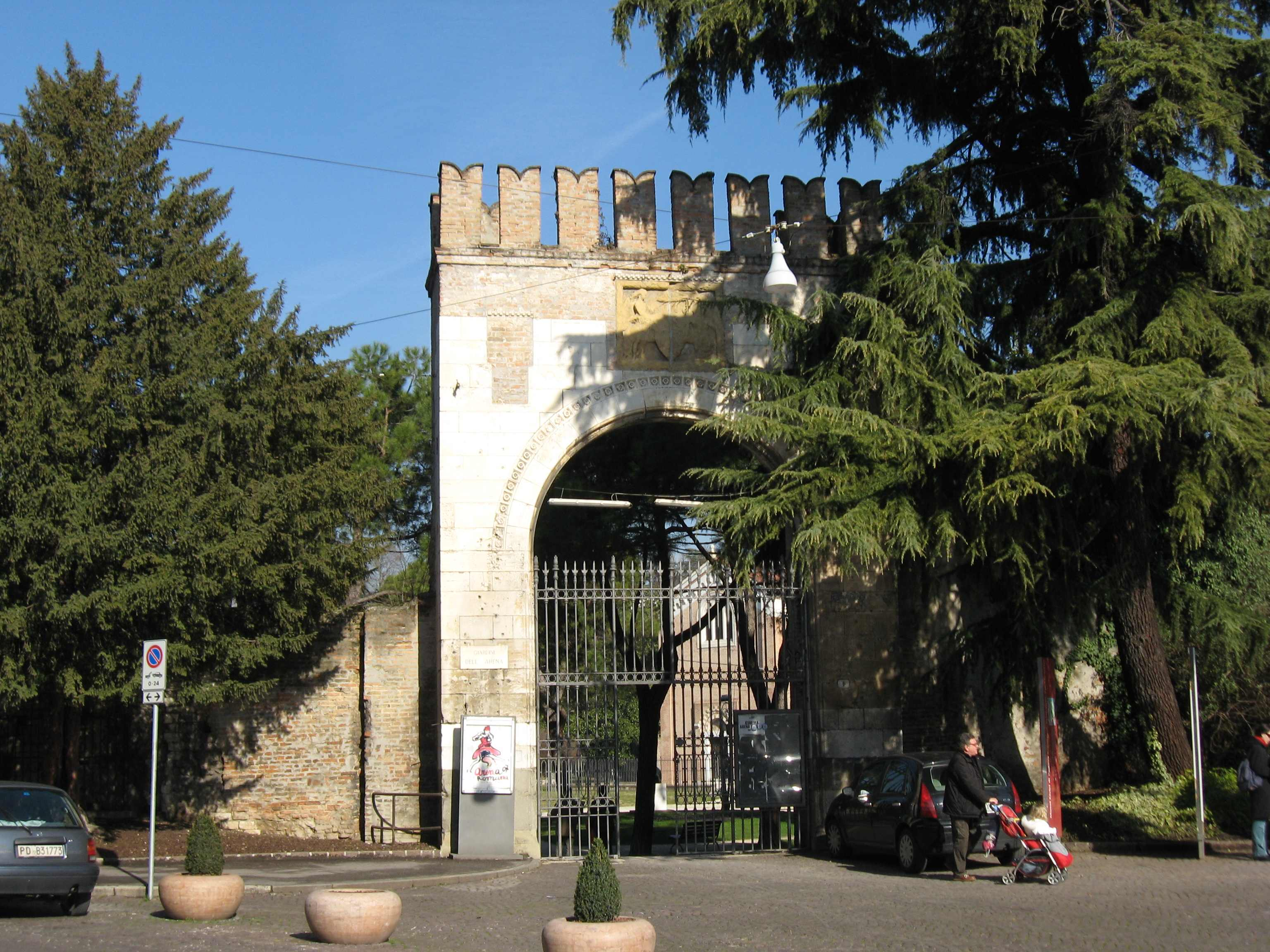
L'ingresso dell'Arena Romana

Anche se può essere riduttivo considerare la storia italica dell'antichità nella prospettiva del progressivo affermarsi di Roma, non può negarsi del tutto la legittimità di una tale chiave interpretativa. Sotto questo profilo, è lecito affermare che Padova fece assai presto una scelta di campo ben precisa.
- Nel 302 a.C. Patavium dovette sostenere l'attacco portato da una flotta spartana condotta dal principe Cleonimo. Gli spartani, dopo aver attraccato le loro navi alla foce del Brenta, in un primo tempo riuscirono nel loro intento di saccheggio, cogliendo di sorpresa gli abitanti della città. Ma poi i patavini, riorganizzatisi, ricacciarono in mare gli invasori greci, infliggendo loro gravi perdite; infatti solo un quinto della loro flotta, riuscì a mettersi in salvo prendendo il mare. Per celebrare la vittoria i patavini dedicarono un tempio a Giunone.[5]
- Già nel 225 a.C. si segnala un'alleanza tra Patavium e Roma contro i Galli Cisalpini.
- I patavini[6] furono parimenti al fianco dei romani alla battaglia di Canne (216 a.C. - seconda guerra punica).
- Nel 175 a.C. Patavium richiese l'intervento romano per contrastare un principio di guerra civile nel proprio territorio[7].
- Anche in occasione della guerra sociale (91 a.C.), i patavini[8] combatterono con Roma e contro i ribelli italici.
- Nel 49 a.C. divenne nominalmente municipio romano, per assumerne poi effettivamente la sostanza nel 45 a.C. con la Lex Julia Municipalis.

Durante la dominazione romana Patavium, com'era allora conosciuta, fu una delle più ricche città dell'Impero grazie, anche, all'allevamento di cavalli, ma soprattutto per l'esportazione di pezze di lana .

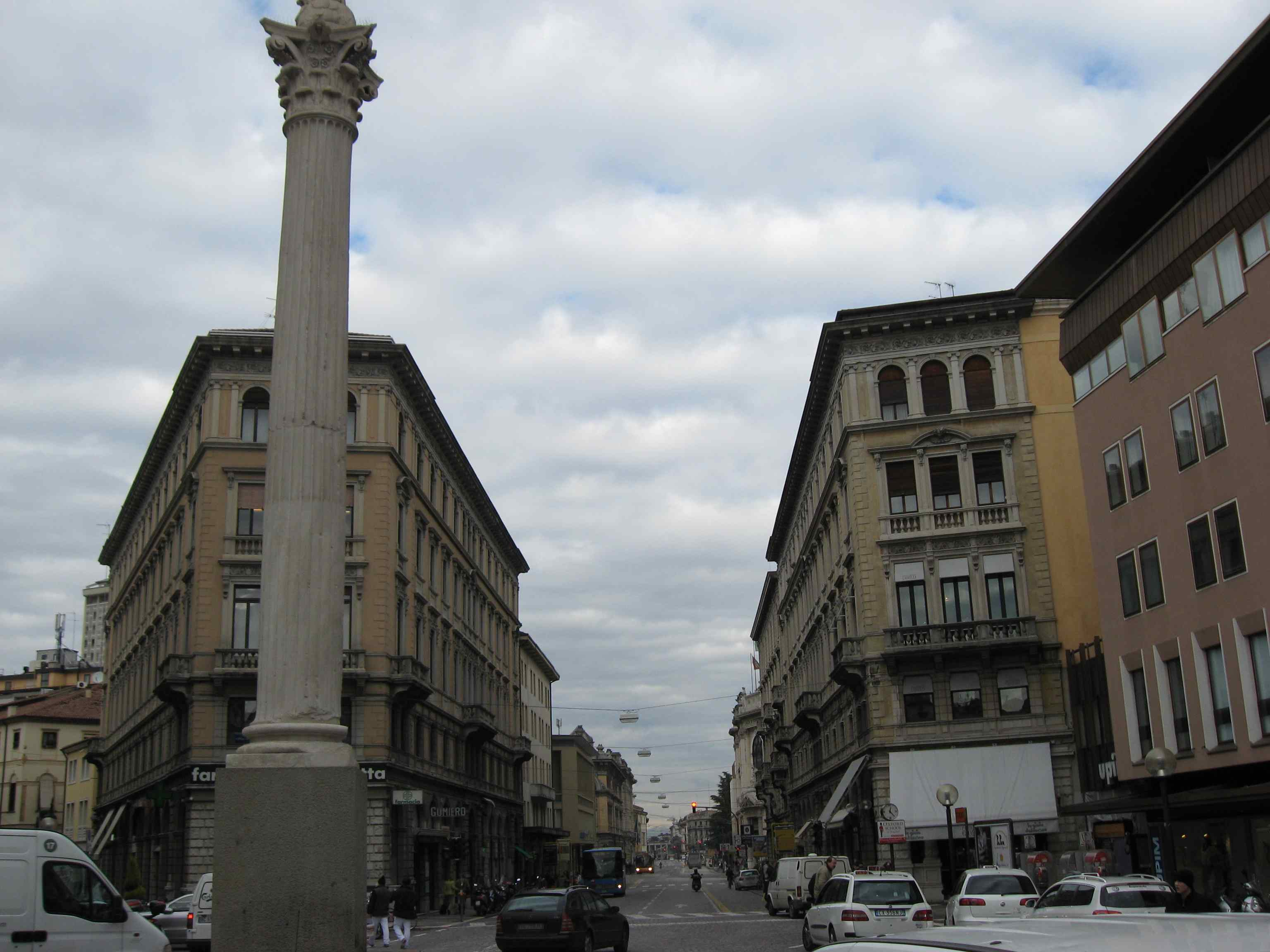
Piazza Garibaldi

In età augustea Padova divenne parte della X Regio che aveva come capitale Aquileia, cui era collegata grazie alla via Annia che partiva da Adria. Del periodo romano rimangono alcuni ponti, rimaneggiati in età medioevale, l'arena (presso la cappella Scrovegni), resti di terme (sotto palazzo Storione) e del foro (zona piazza Garibaldi e piazzetta Cavour) di cui rimane una sola colonna.
All'inizio del V secolo a Padova fu posto un Praefectus Sarmatarum gentilium, da cui quindi dipendeva una delle 13 guarnigioni di Sarmati a difesa dell'impero. Probabilmente la guarnigione era di stanza a Sarmeola (Sarmaticula), frazione di Rubano e a Sermazza (località di Vigonovo).
Nel 452-453 la città fu devastata dall'invasione degli Unni di Attila.

## Medioevo

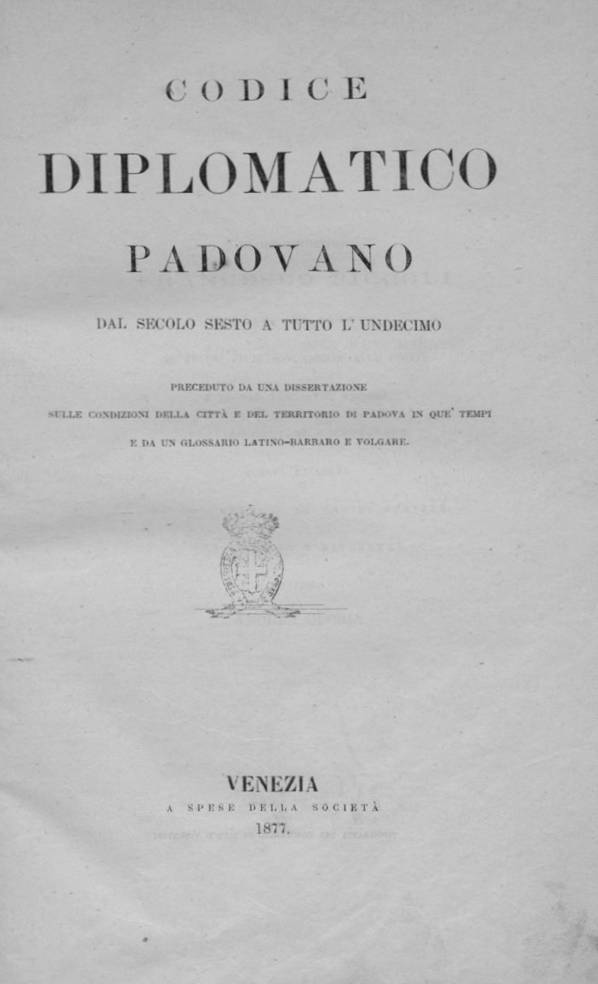
Codice diplomatico padovano dal secolo sesto a tutto l'undecimo, 1877

Successivamente alla caduta dell'Impero (476), Padova, con la rotta del 589, vide il Brenta cambiare di corso, sostituito dal Bacchiglione.

Dal 535 al 553 imperversò la guerra tra Bisanzio e i Goti alleati dei Franchi: passata ai primi nel 540 e in seguito ai secondi con Totila, Padova fu presa da Narsete, generale di Giustiniano.

Venne quindi conquistata e completamente rasa al suolo nel 601 dai Longobardi di Agilulfo che, secondo la tradizione locale, penetrarono nelle difese cittadine dall'attuale Ponte della Morte davanti a via Rudena (ovvero: rovina). Monselice resistette qualche mese prima di capitolare anch'essa ai Longobardi.
Alcuni abitanti cercarono allora rifugio nella Laguna Veneta, contribuendo successivamente alla nascita di quella che diverrà, secoli dopo, Venezia.
La città attraversò un lungo periodo di decadenza, dal quale si risollevò solamente dopo la fine del regno longobardo.
Nell'899 Padova fu razziata dagli Ungari. Il territorio intanto era divenuto parte del Regno d'Italia, all'interno della Marca di Verona, che dal 951 venne controllata dal Ducato di Baviera e poi, dal 975, dal Ducato di Carinzia.

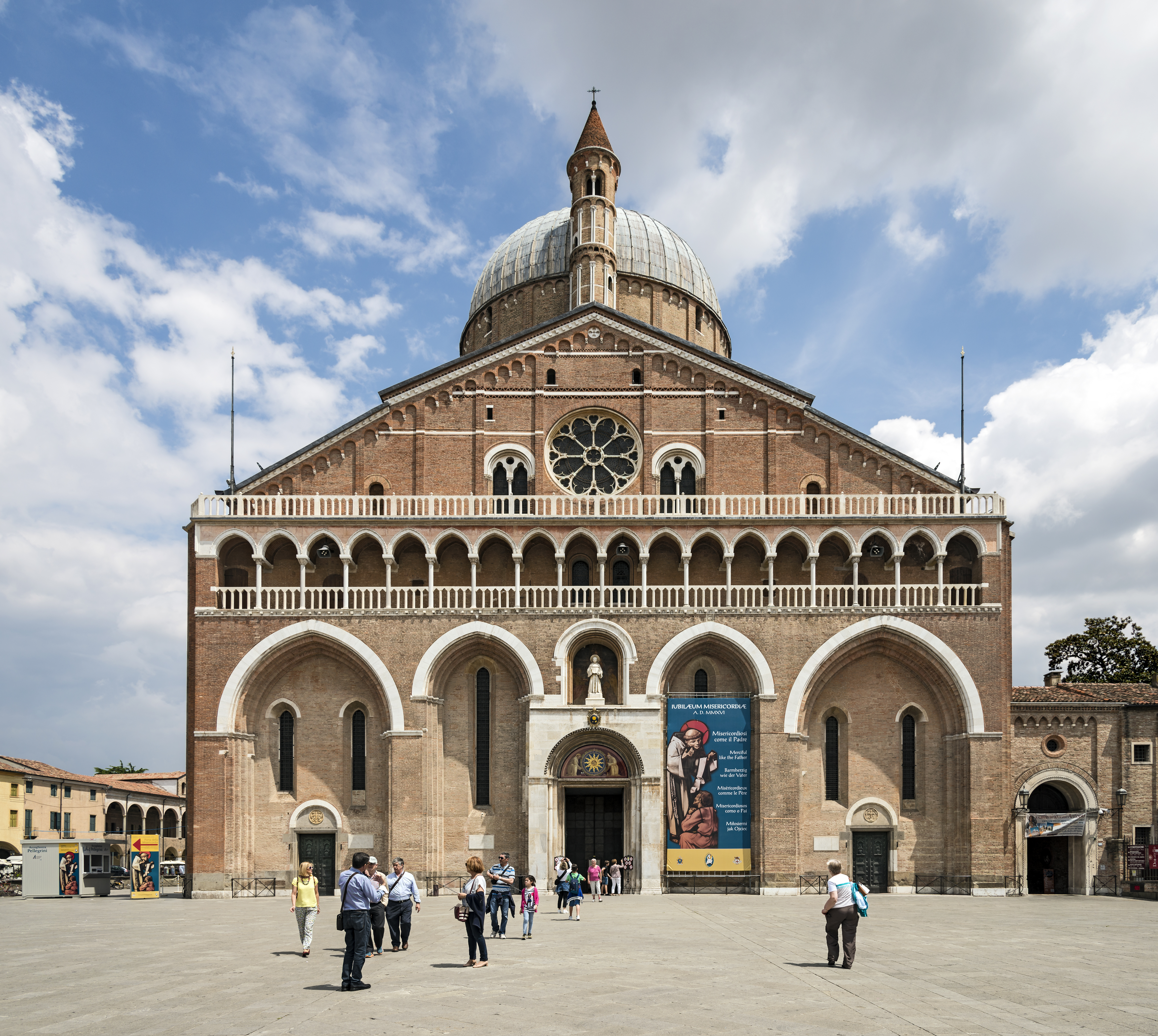
Basilica di Sant'Antonio

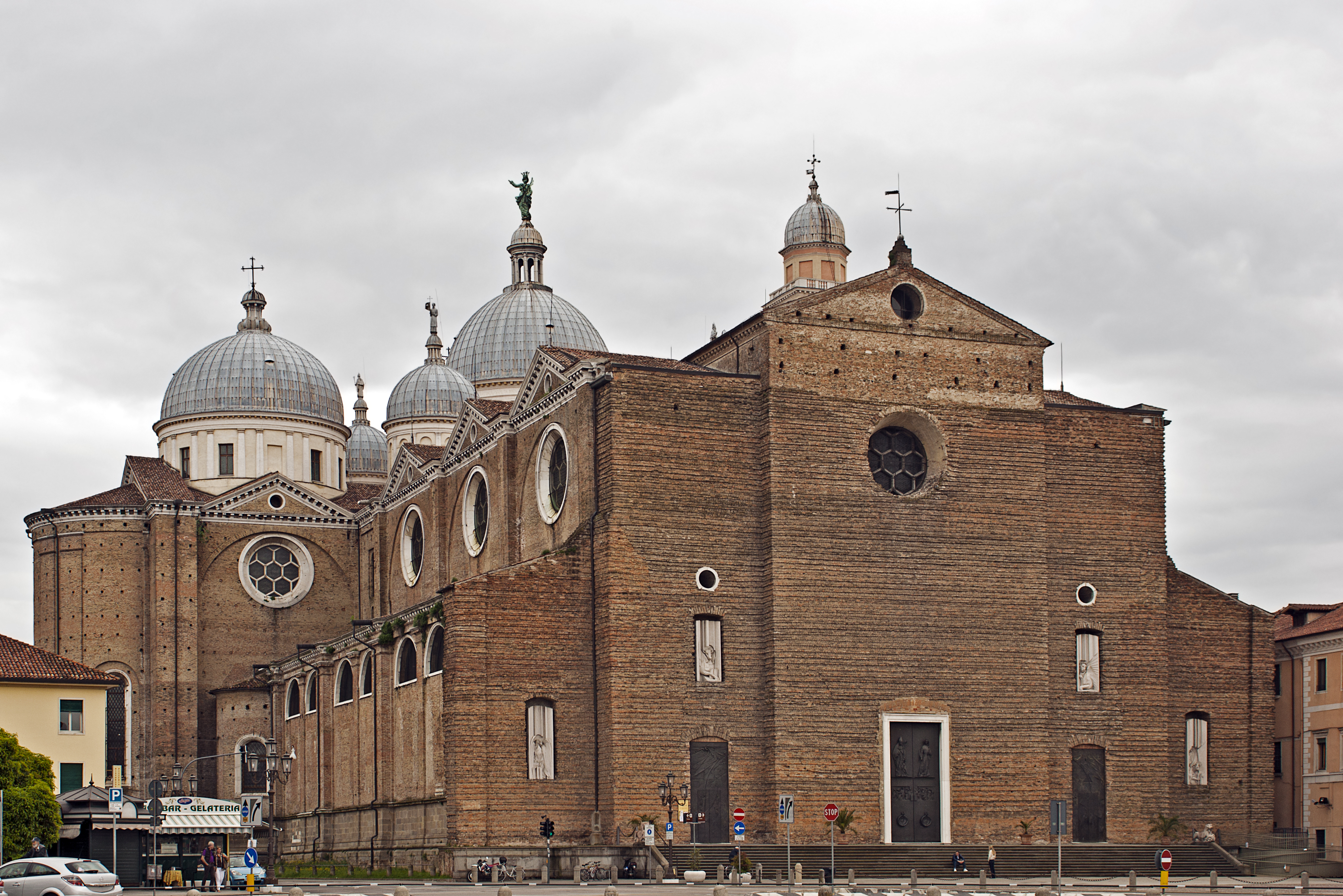
Basilica di Santa Giustina

Solo dopo l'anno 1000 Padova iniziò a riprendersi, affermandosi gradualmente come comune indipendente soprattutto nel XII secolo, pur dovendo subire le seguenti devastazioni: il terremoto del 1004; l'ancor più grave Terremoto del 3 gennaio 1117; il grande incendio del 1174. Nel 1164 partecipò alla Lega Veronese contro Federico Barbarossa. Dal 1168 (convegno di Lodi) al 1183 (Pace di Costanza) Padova fu membro anche della Lega Lombarda.
Gli anni successivi videro Padova espandere la propria importanza e i propri domini, in perenne lotta contro i comuni limitrofi e le grandi famiglie tra le quali quella degli Ezzelini da Onara.
Nel 1222 venne fondata l'Università, la seconda più antica d'Italia e una tra le più prestigiose d'Europa. Vi predicò Sant'Antonio, che vi morì nel 1231 e per il quale i padovani eressero una grandiosa basilica. Tra il 1303 e il 1305 Giotto dipinse la Cappella degli Scrovegni, inestimabile tesoro pittorico.

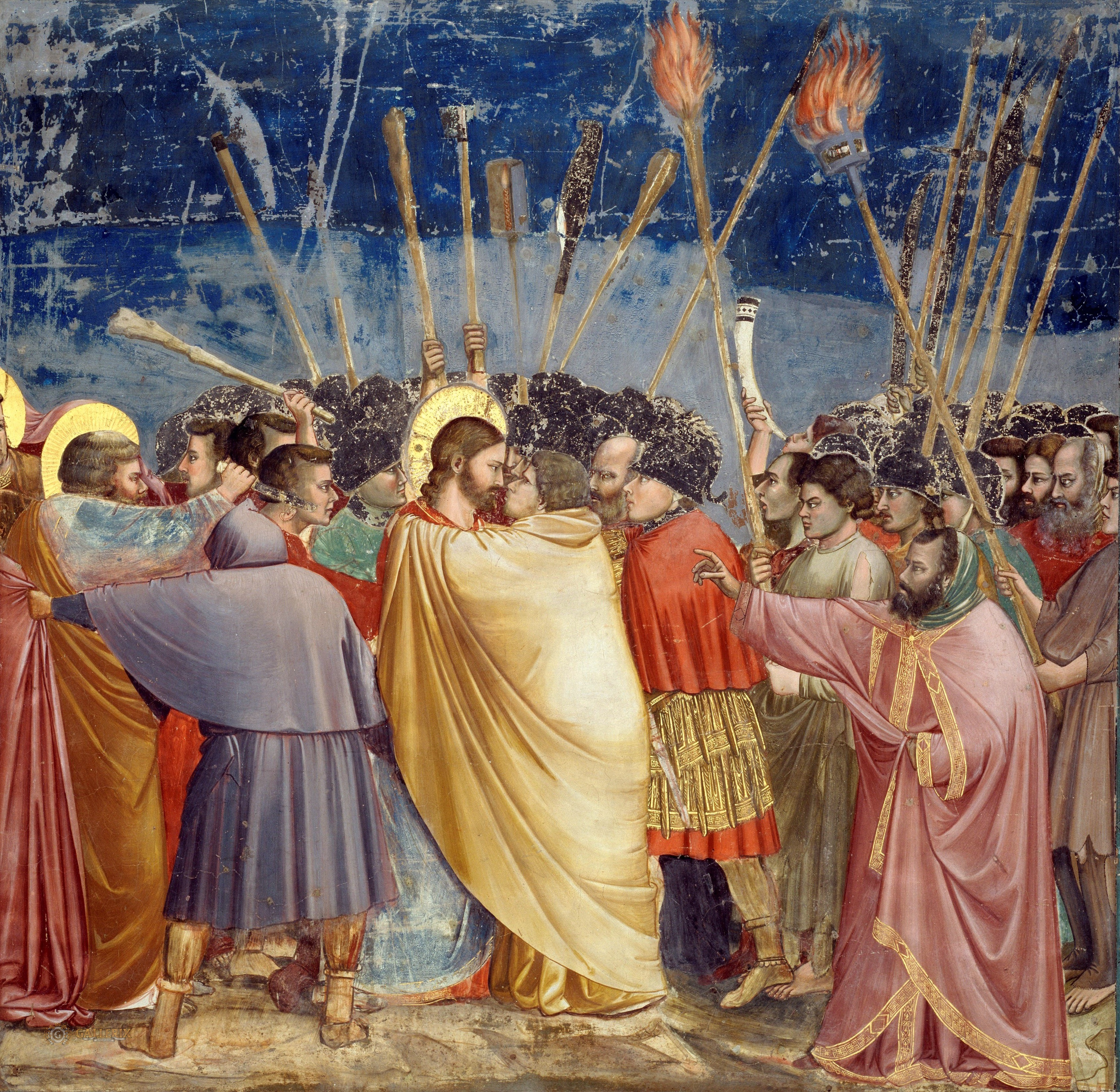
Il Bacio di Giuda, Cappella degli Scrovegni

L'espansione del comune patavino fu tuttavia interrotta a più riprese, in particolar modo tra il 1237 e il 1256 dalla sanguinosa dominazione di Ezzelino III da Romano, ricordato per aver trucidato in un solo giorno oltre diecimila padovani.

### Signoria
Nel 1318 muta l'assetto politico a Padova: inizia la Signoria dei Carraresi con l'elezione a Capitano del Popolo di Jacopo da Carrara. 
Nel 1328 la città veniva conquistata da Cangrande della Scala ed entrava a far parte per un breve periodo dell'immenso territorio della signoria veronese.
Il secolo successivo, pur turbato da continue lotte con le signorie limitrofe e con la minacciosa Venezia, fu per Padova l'apice del suo splendore, assoluta protagonista dell'arte e della cultura europea grazie alla presenza di artisti e letterati quali Giusto de' Menabuoi, Guariento, Altichiero, Francesco Petrarca sotto la protezione di Francesco I da Carrara.
Del 1387 è la battaglia di Castagnaro, considerata una delle grandi battaglie dell'epoca dei capitani di ventura: Giovanni Ordelaffi e Ostasio II da Polenta, che combattevano per Verona, furono sconfitti da Giovanni Acuto e Francesco II da Carrara, che combattevano per Padova. 
Francesco II da Carrara divenne signore di Padova nel 1388 per abdicazione del padre e dovette subito combattere contro Gian Galeazzo Visconti che alleato con Venezia attaccò i territori padovani. La campagna militare viscontea fu capitanata da Jacopo Dal Verme e Francesco Delfino. Francesco II nel novembre 1388 dovette consegnare ai milanesi Padova, Treviso, Ceneda, Feltre, Belluno e tutti i territori ad esse subordinati; Treviso e Ceneda per gli accordi presi furono cedute definitivamente a Venezia. Successivamente, grazie all'appoggio di Firenze e col consenso di Venezia, i Carraresi riacquistarono il dominio di Padova nel giugno 1390 costringendo le milizie viscontee alla resa.
Erano gli ultimi bagliori militari di Padova, che, nel 1405 dovette piegarsi definitivamente a Venezia dopo una lunga e cruenta lotta. È la cosiddetta "devozione" di Padova a Venezia: gli ultimi Carraresi prigionieri vengono uccisi mediante strangolamento mentre si trovano nei Piombi, le famigerate carceri veneziane.
Durante il medioevo il municipio e la successiva signoria scavarono le principali opere idrauliche della provincia di Padova: il canale di Battaglia, il Piovego e il Brentella.

## Età moderna

### Rinascimento

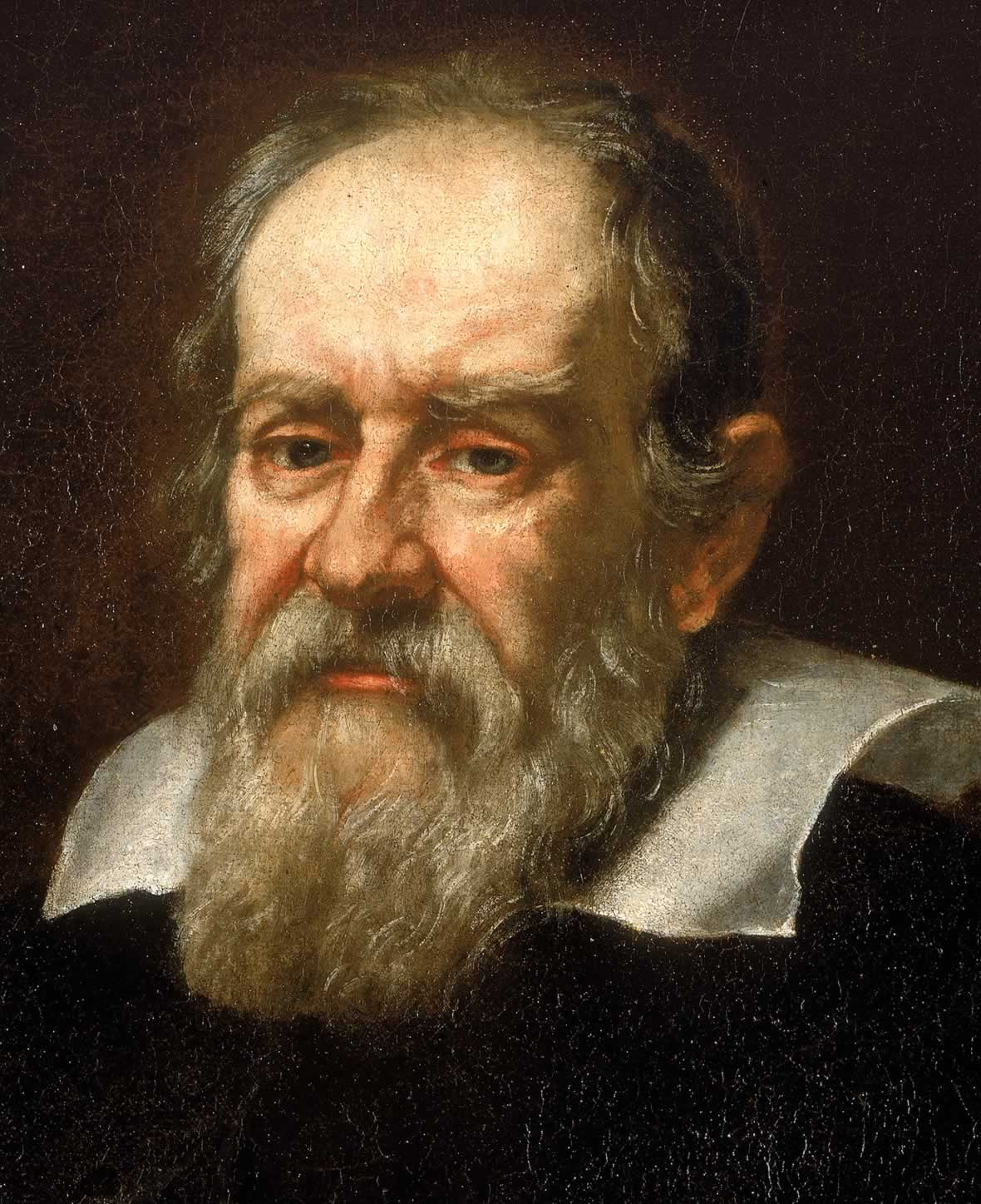
Ritratto di Galileo Galilei, Padova

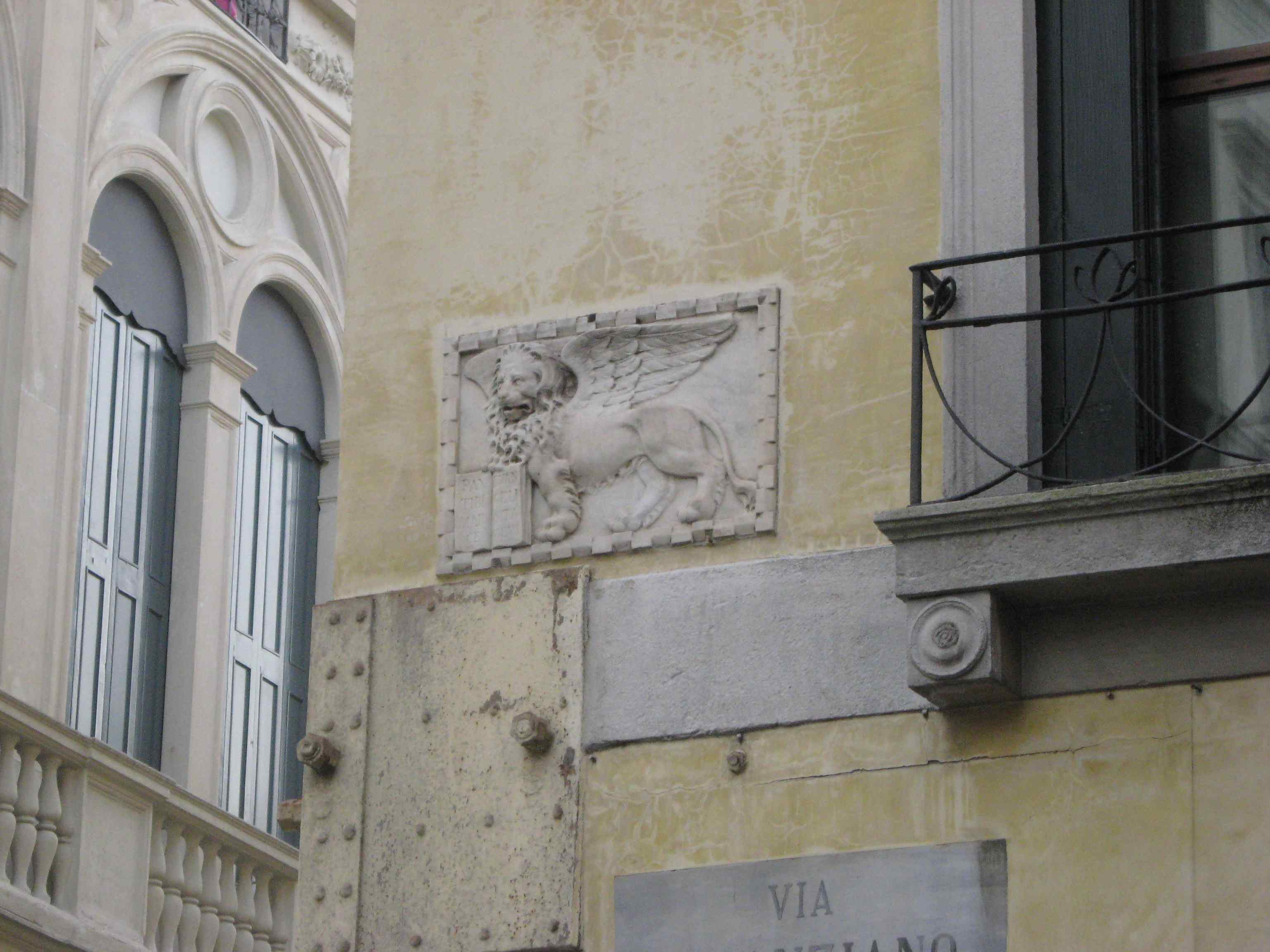
Leone di S. Marco in via S. Canziano a Padova

Per quasi quattro secoli Padova, pur perdendo importanza politica, poté godere della pace e della prosperità assicurata dalla signoria veneziana e della libertà che venne assicurata alla sua Università, che richiamò studenti e insegnanti da tutta Europa, divenendo uno dei maggiori centri dell'aristotelismo e attirando, in seguito, numerosi e illustri intellettuali, tra i quali Galileo Galilei.
Il terribile assedio del 1509 durante la guerra anti-veneziana promossa dalla Lega di Cambrai, in seguito al quale venne completata la cinta muraria, fu tra i pochi eventi bellici degni di nota del periodo. Gli assalti imperiali furono respinti sul Bastione Codalunga da nobili veneziani, padovani e celebri soldati di ventura come Citolo da Perugia.

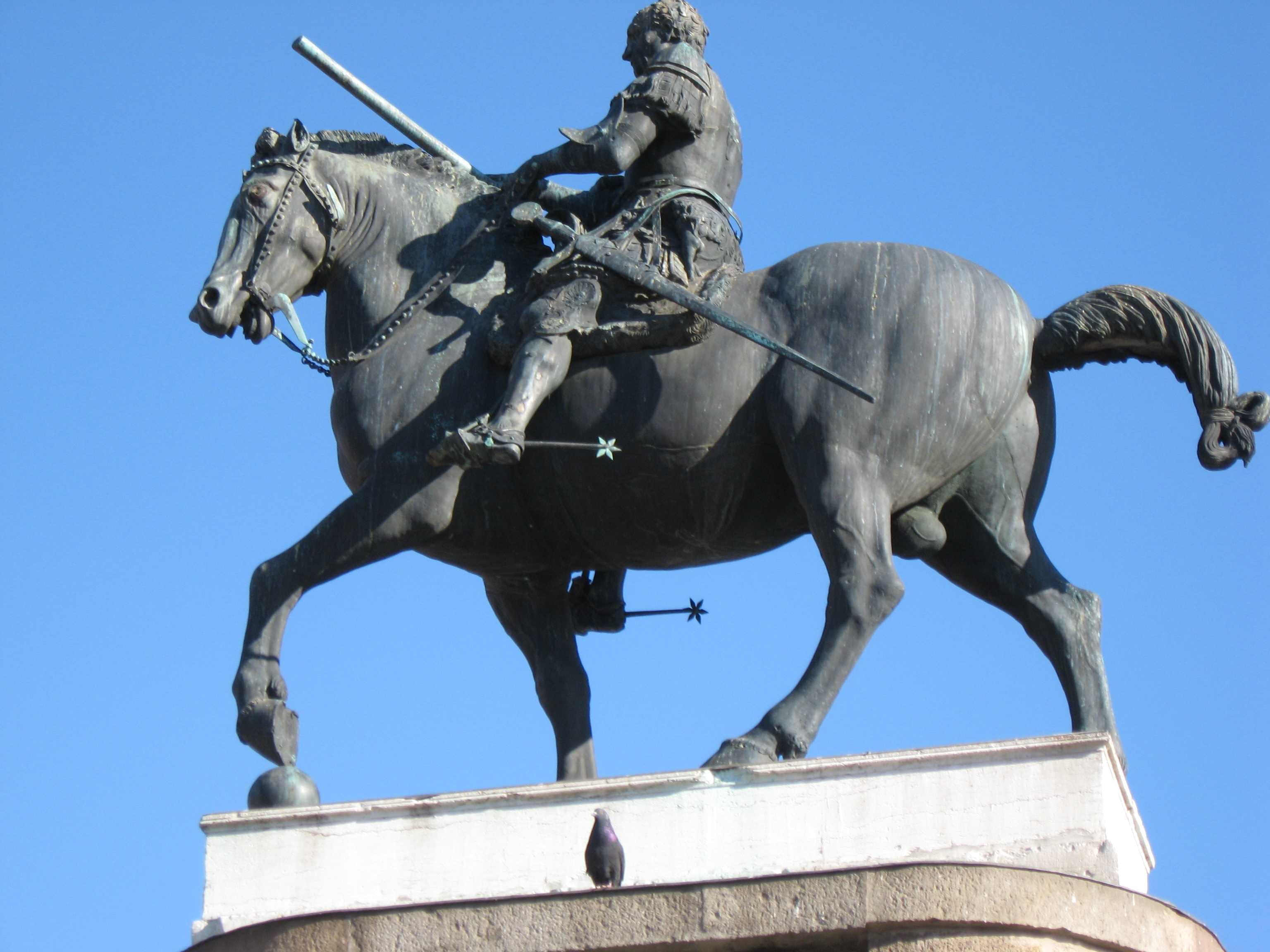
Il Gattamelata

A proposito di condottieri, non può mancare un accenno al Gattamelata, immortalato dalla statua equestre, opera (1450-1453) di Donatello, che tuttora si ammira sul sagrato della Basilica del Santo.
Erasmo da Narni, detto Gattamelata (Narni, 1370 – Padova, 1443) è stato un condottiero italiano.
Fu prima capitano di ventura al servizio prima di Firenze, poi del Papa e quindi della Repubblica di Venezia, da cui ottenne la carica di capitano generale. Abile stratega militare, difese la Serenissima dagli attacchi dei Visconti e riuscì a conquistare Verona.
È rimasta celebre la frase Narnia me genuit / Gattamelata fui, che ancora campeggia su una lapide presso la casa del Gattamelata a Narni.

### Seicento
Il XVII secolo fu, tutto sommato, un periodo politicamente e militarmente piuttosto tranquillo per Padova: Venezia, cui Padova continuava ad appartenere, era sicuramente entrata nella parabola discendente della propria millenaria storia.
Fu emanato un provvedimento in forza del quale tutti i maschi maggiorenni delle famiglie nobili venivano automaticamente cooptati nel Consiglio municipale; in realtà, tale organo non aveva poteri superiori, che invece rimanevano appannaggio di strutture centrali della Serenissima.
La guerra di Candia (1645-1669) fu l'occasione per alcune famiglie padovane per essere ammesse nel patriziato veneto, cioè quello riconosciuto dalla Repubblica di San Marco (peraltro, al costo di un ingente contributo pecuniario).

### Settecento
Anche il XVIII secolo può essere ricordato per gli stravolgimenti sociopolitici e culturali che - a Padova, come nel resto d'Europa - fecero sentire la propria eco, piuttosto che per gli eventi che normalmente si associano alla tradizionale idea di "storia" (guerre e simili).
Menzioneremo, tuttavia, la nascita del "moderno" Prato della Valle (intorno al 1776, a opera del "Provveditore" Andrea Memmo), e ovviamente la caduta di Venezia, per le prevedibili ripercussioni che l'evento ebbe anche per la città in esame: Padova venne occupata dai francesi il 28 aprile 1797.
Del pari, degna di nota è la posa della prima pietra (20 dicembre 1778) dell'ospedale Giustinianeo, per iniziativa del vescovo Nicolò Antonio Giustiniani (onde ancor oggi l'ala antica del nosocomio patavino reca la denominazione Ospedale Giustinianeo).
Tra il 1767 e il 1777 venne costruito l'osservatorio astronomico della Specola, realizzato dall'architetto Domenico Cerato sulla Torlonga del castello carrarese.

## Età contemporanea

### Ottocento

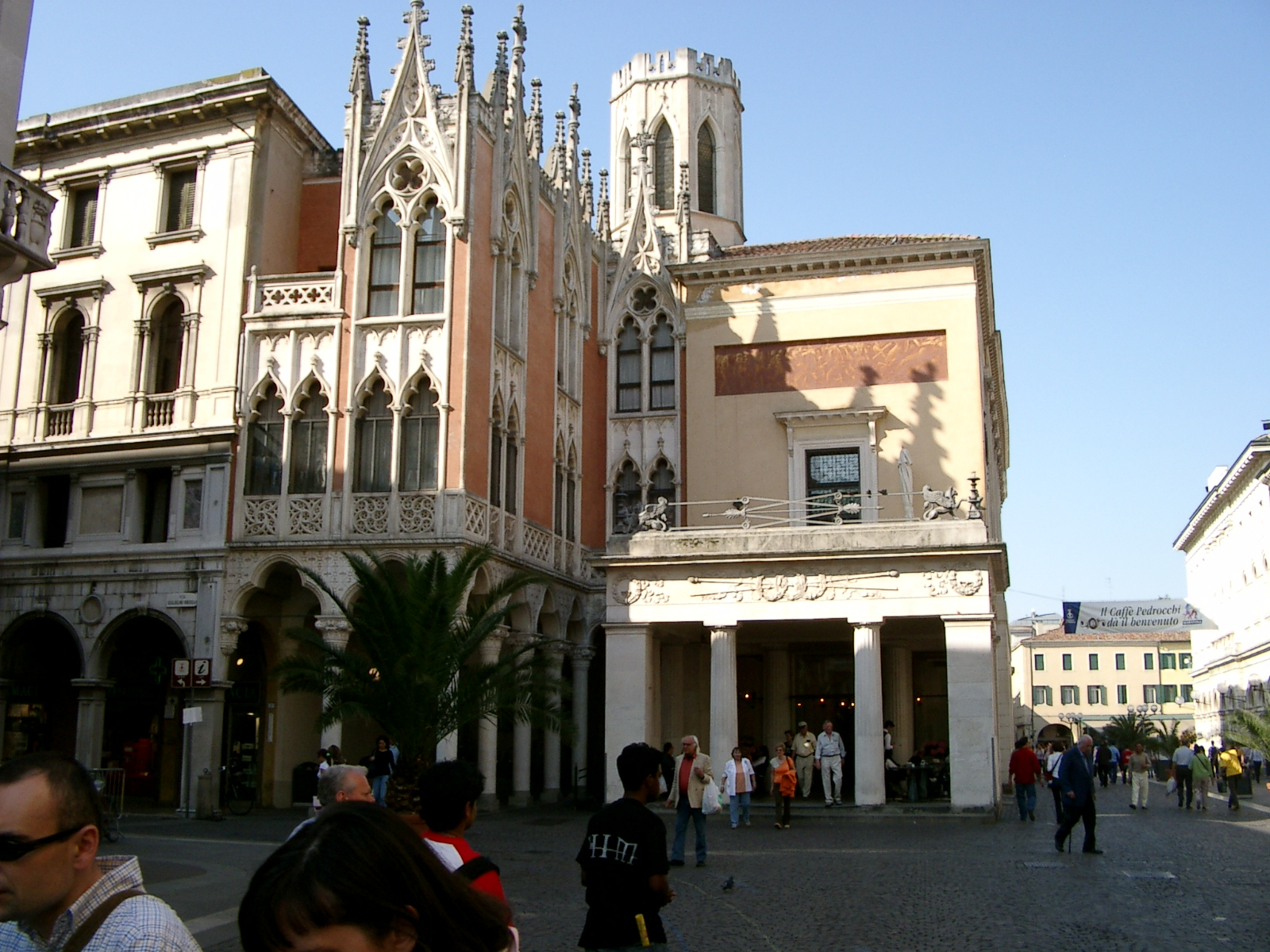
Caffè Pedrocchi

Padova è stata meta di grand tour nell'Ottocento

Nel 1797, come abbiamo detto, cadde Venezia sotto l'avanzare di Napoleone e Padova venne ceduta all'Austria col trattato di Campoformio. A seguito della sconfitta austriaca nella battaglia di Pozzolo, le truppe francesi occuparono Padova nel gennaio 1801. Nell'aprile 1801 gli austriaci ripresero possesso della città, a seguito del trattato di Lunéville. Con la pace di Presburgo del 26 dicembre 1805, Padova passò al Regno d'Italia napoleonico. La dominazione francese fu caratterizzata dalle leggi ecclesiastiche napoleoniche, che comportarono la soppressione di decine di chiese e conventi padovani, demoliti o adibiti a uso militare o civile. 
Successivamente alla disfatta napoleonica, Padova entrò a far parte del Regno Lombardo-Veneto (7 aprile 1815), sotto la dominazione austriaca. 
In questo periodo, l'ingegnere provinciale e architetto Giuseppe Jappelli realizzò il macello pubblico (1821), attuale Istituto d'Arte "Pietro Selvatico", e il Caffè Pedrocchi (1831-39).
Nel 1819 venne demolita l'antica chiesa di Sant'Agostino, che fu uno dei principali luoghi di culto della città, per realizzare una caserma di cavalleria. 
Nel 1842 viene aperto il tratto Padova - Marghera della ferrovia Ferdinandea (oggi nota come Linea Venezia-Milano). L'apertura di questa linea e il crollo del traffico via acqua provoca l'impoverimento della popolazione del quartiere Portello la cui economia gravitava intorno al porto fluviale.

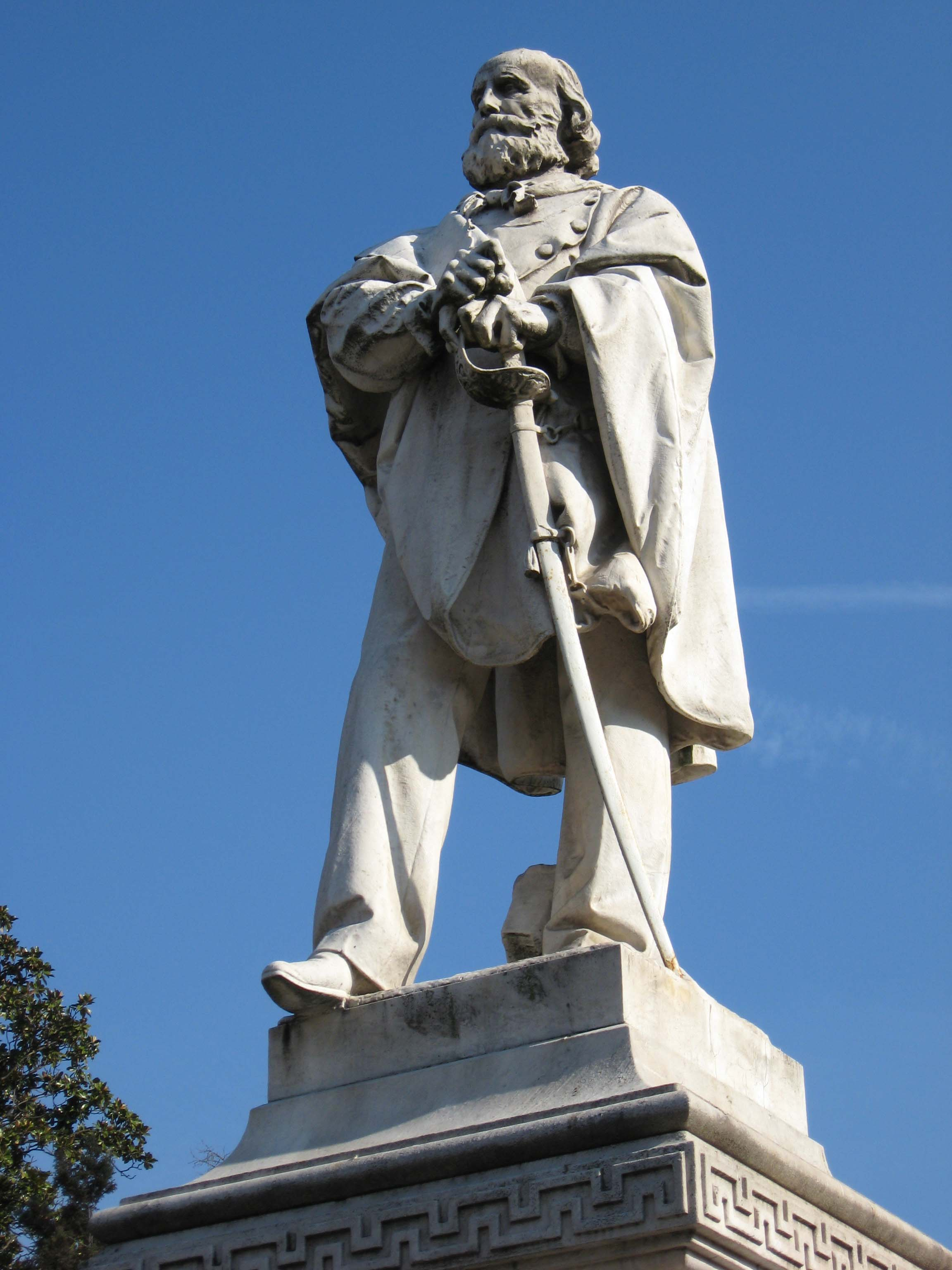
Monumento a Giuseppe Garibaldi, eretto nel 1886 nell'omonima piazza, e spostato nel 1936 davanti ai Giardini dell'Arena.

Tra il 1842 e il 1874 venne scavato il canale Scaricatore, su progetto degli ingegneri Pietro Paleocapa e Vittorio Fossombroni, a seguito delle rovinose piene del Bacchiglione che cominciarono ad affliggere Padova. 
Nel 1848 anche Padova vide l'insurrezione contro l'occupazione austriaca, in particolar modo a opera di studenti universitari: ancor oggi la data dell'insurrezione studentesca, 8 febbraio, viene festeggiata. Tuttora nella Sala Bianca del Caffè Pedrocchi, che si trova di fronte alla sede principale e storica dell'università (Palazzo del Bo), è visibile il foro di una pallottola sparata contro gli studenti dai soldati austriaci.
Nel 1866 Vittorio Emanuele II entrò a Padova, dove era stato istituito lo stato maggiore italiano durante la terza guerra d'indipendenza italiana e dove fu ricevuto il proverbiale telegramma recante il lapidario Obbedisco di Giuseppe Garibaldi (9 agosto 1866). In seguito al plebiscito del 21-22 ottobre 1866, venne annessa al Regno d'Italia (assieme a tutto il Veneto).
In periodo post-unitario vennero eseguiti i primi interramenti di antichi canali cittadini: nel 1874, del canale di Santa Sofia (che scorreva lungo le attuali via Morgagni e via Falloppio), al posto del quale venne realizzata, tra il 1885 e il 1890, la ferrovia per Piove di Sacco, per Fusina e per Bagnoli; nel 1895, del canale della Bovetta, presso i Carmini. 
Anche a Padova e provincia scoppiarono nel 1898 dei moti popolari, parte dei più generali moti italiani di quell'anno. Anche se a Padova le agitazioni furono molto più limitate rispetto a quelle che esplosero in altre città, queste segnarono l'inizio dell’ascesa dei liberal-democratici patavini i quali, nel 1900, riusciranno a sostituirsi stabilmente ai moderati a guida della città.

### Il Novecento
Nel 1904 venne inaugurato il cavalcavia di Borgomagno presso la stazione ferroviaria, progettato da Daniele Donghi. 
Tra il 1906 e il 1908 fu aperto il rettifilo di Corso del Popolo - Corso Garibaldi, che collegò la stazione ferroviaria a piazza Garibaldi. Vennero costruiti il ponte sul Piovego, e un ponte sull'oggi scomparso Naviglio. L'apertura del nuovo asse viario comportò diversi sventramenti nei pressi degli Eremitani. Contestualmente all'apertura del rettifilo, furono creati i Giardini dell'Arena. 
Nel 1907 vennero inaugurate le prime linee della tramvia elettrica di Padova.
Durante la prima guerra mondiale vista la vicinanza al fronte della città, Padova fu sede di vari Comandi Superiori, compreso quello della Terza Armata, di numerosi reparti logistici e del più importante ospedale militare del Fronte, subendo a più riprese bombardamenti aerei. La sera dell'11 novembre 1916 una bomba austriaca centrò un rifugio antiaereo nel bastione della Gatta, all'interno del quale centinaia di famiglie avevano cercato scampo. La deflagrazione investì in pieno la folla causando 93 morti e 96 feriti. 
Da un piccolo aeroporto, a San Pelagio (nel comune di Due Carrare) — ora sede di un museo del volo — partì Gabriele D'Annunzio per il celebre volo su Vienna.
Nel 1918 a Villa Giusti del Giardino nei pressi di Padova, nella località Mandria, venne firmato l'armistizio che pose fine alla guerra tra Italia e gli Imperi Centrali.
Nel 1919 nacque la Fiera Campionaria di Padova; nel giugno 1921 la terza Fiera dei Campioni si aprì nella nuova sede permanente di via Niccolò Tommaseo, su un'area di 160.000 metri quadri. 
Nel 1925 iniziò la demolizione del quartiere medievale di Santa Lucia, per la costruzione di un nuovo quartiere su progetto originario dell'architetto Gino Peressutti. Vennero demolite, tra le altre, le case di Pietro d'Abano e di Andrea Mantegna. A seguito del fallimento della società costruttrice, il progetto originario (che prevedeva anche la demolizione del Ghetto) venne bloccato, e negli anni '30 al posto del quartiere di Santa Lucia sorse il complesso di piazza Spalato, attuale piazza Insurrezione, in stile littorio.
Nel 1931-1932 si tennero grandi celebrazioni per il settimo Centenario Antoniano.
Tra il 1920 e il 1934 fu costruito il Tempio della Pace in via Tommaseo, chiesa e ossario per i caduti nella prima guerra mondiale, progettato dall'architetto Antonio Zanivan. 

#### La Seconda guerra mondiale e la Resistenza
La Seconda guerra mondiale fu anche per Padova portatrice di morte e devastazione, con la perdita tra gli altri degli inestimabili dipinti della Cappella Ovetari della chiesa degli Eremitani, di Andrea Mantegna e di Ansuino da Forlì, durante un bombardamento aereo statunitense l'11 marzo 1944: rimangono solo frammenti. Stessa fu la sorte per gli affreschi della Cappella del Podestà, realizzati da Filippo Lippi, Niccolò Pizzolo e, ancora, Ansuino da Forlì.
Padova era stata sede del Ministero dell'educazione nazionale della Repubblica Sociale Italiana (RSI).
Numerosi studenti e insegnanti universitari furono protagonisti della lotta partigiana. Importante fu il discorso del rettore Concetto Marchesi (che pure aveva prestato il giuramento di fedeltà al fascismo, come la maggior parte dei docenti universitari) il 9 novembre 1943 per l'inaugurazione dell'anno accademico in cui invitò gli studenti a prendere le armi contro la RSI, nel nome della Universa Universis Patavina Libertas (il motto dell'Università).

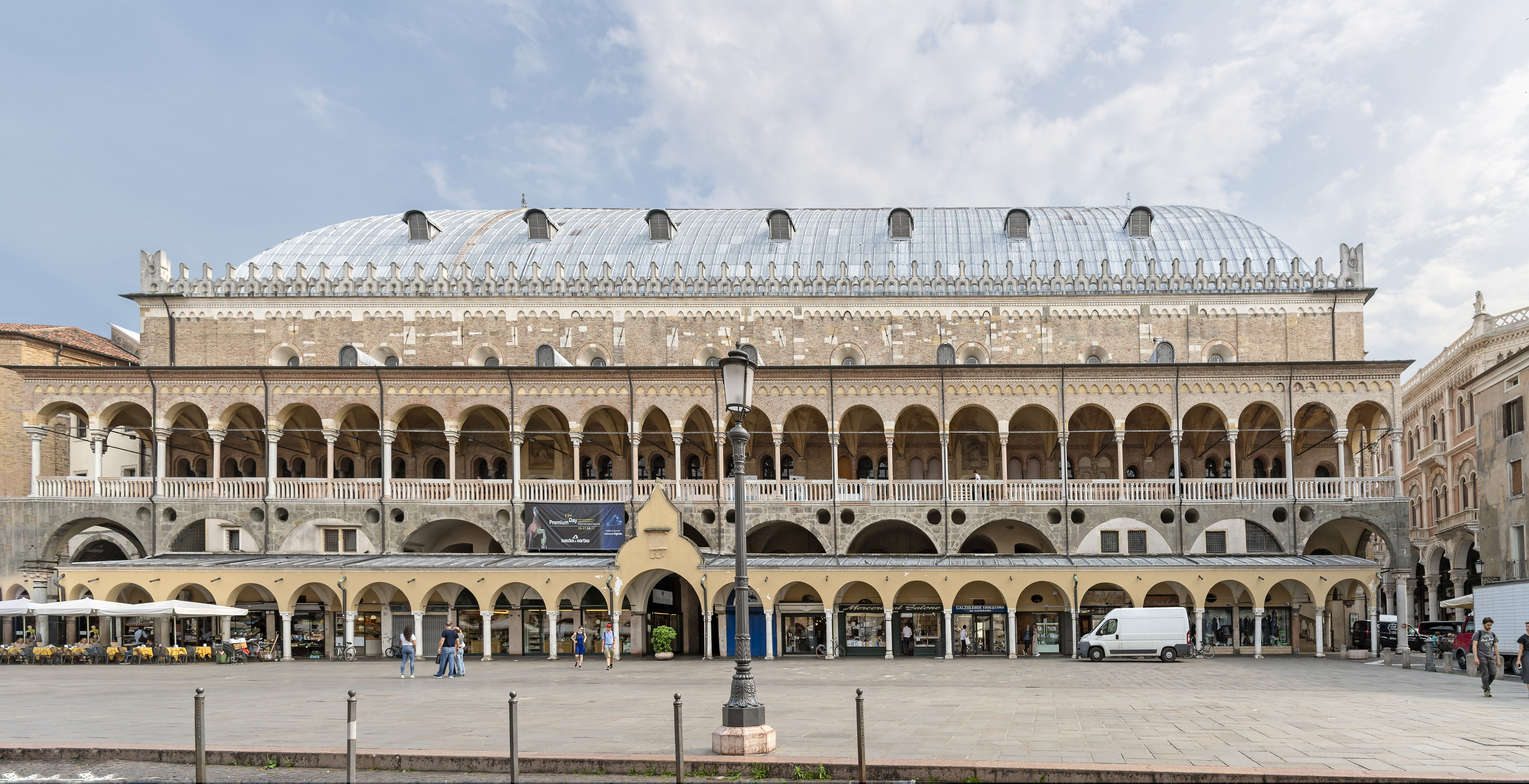
Palazzo della Ragione

Padova fu la sede del Comando Regionale Veneto della Resistenza, centro di coordinamento del CLN per tutto il Veneto. Fu questo Comando che diede l'ordine per l'attacco del 26 aprile 1945.
I partigiani presero il controllo dei ponti sul Brenta per bloccare gli spostamenti della Xª Flottiglia MAS repubblichina proveniente da Salboro che attaccò con l'artiglieria la città provocando vittime sia tra i civili sia tra i tedeschi e le forze della Repubblica Sociale Italiana.
Il 27 aprile verso sera le forze della R.S.I. si arresero, seguiti nella notte dalle truppe tedesche della ventiseiesima divisione.
Alla fine dell'insurrezione tra i partigiani di Padova si contarono 224 caduti e quasi altrettanti feriti, mentre le forze della Repubblica Sociale Italiana e la Wehrmacht contarono circa 500 morti e attorno ai 20.000 prigionieri.
L'Università degli Studi di Padova fu l'unica università italiana premiata con la medaglia d'oro al Valor Militare per meriti durante la Resistenza.

#### Il dopoguerra

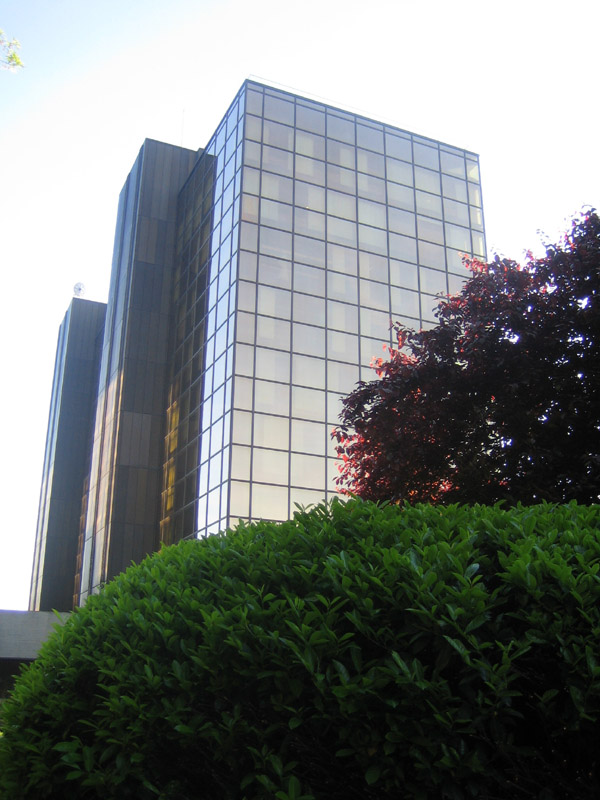
La sede di Banca Antonveneta

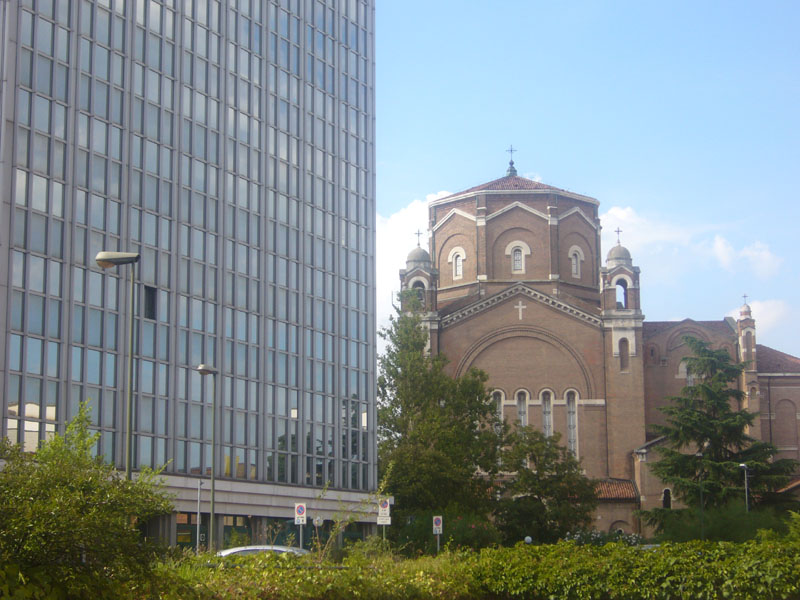
Centro Direzionale in via Gozzi

Gli anni dal dopoguerra a oggi furono per Padova di continuo sviluppo economico, grazie alla favorevole collocazione geografica al centro di importanti vie di comunicazione favorevoli per industrie e servizi. L'interramento delle Riviere (1956-1960), che rivoluzionarono la viabilità stradale del centro storico, e la perdita (1954) dei collegamenti ferroviari con la provincia (gestiti dalla Società Veneta per le Imprese e Costruzioni Pubbliche nota come La Veneta) costituirono uno dei tanti prezzi che la città pagò alla diffusione del trasporto su gomma.
Nel 1956 venne costituito il Consorzio ZIP, con cui nacque la Zona Industriale di Padova; nel 1958 iniziarono gli espropri di 7 milioni di metri quadrati di terreno agricolo nella zona di Camin, San Lazzaro, San Gregorio e Granze. 
Nel 1959 iniziò la totale demolizione dell'antico quartiere popolare Conciapelli (o dei Pellattieri), per costruire un complesso residenziale. 
Nel 1966 fu chiuso il gasometro di via Trieste, per essere trasferito in via Jacopo Corrado, dove rimase operativo fino al 1972 (quando avvenne l'introduzione del gas naturale trasportato su metanodotto).
Nel 1967 avvenne la demolizione della "Nave" del Portello, storica casa popolare del quartiere Portello, per costruire appartamenti e uffici universitari. 
A partire dagli anni sessanta, la città divenne il perno della graduale trasformazione economica della provincia di Padova da un'economia agricola in direzione di un'economia di servizi. L'Università e il Complesso Ospedale / Policlinico allargarono progressivamente la loro - già notevole - rilevanza scientifica nazionale, e il loro ruolo centrale nell'articolazione dell'economia locale.

#### Gli anni di piombo
La crisi sociale e politica degli anni settanta vide il polarizzarsi delle tensioni, in vicende spesso collegate alla crescente politicizzazione di frange dell'ampia comunità studentesca e universitaria della città.
Il 15 aprile 1969 una bomba collocata da Franco Freda e Giovanni Ventura esplose nel rettorato, allora occupato dal professor Enrico Opocher. Gli stessi acquistarono presso la Valigeria al Duomo le valigie utilizzate il 12 dicembre 1969 per le bombe a Milano nella sede della Banca Nazionale dell'Agricoltura in Piazza Fontana e alla Banca Nazionale del Lavoro a Roma.
Il 13 gennaio 1974 il colonnello Amos Spiazzi, del gruppo terroristico di destra Rosa dei Venti viene arrestato.
Il 17 giugno 1974 le Brigate Rosse compiono a Padova il loro primo omicidio assassinando due militanti di destra, Graziano Giralucci e Giuseppe Mazzola, nella sede del Movimento Sociale Italiano di via Zabarella.
Il commando delle BR, penetrato nella sede del MSI alla ricerca di documenti, dovette confrontarsi con la reazione dei due militanti ivi presenti che, inermi, vennero quindi uccisi a colpi di pistola.
Il 22 aprile 1978 il professor Ezio Riondato, presidente della Cassa di Risparmio di Padova e Rovigo, viene colpito con quattro colpi di pistola alle gambe mentre sta entrando in aula al Liviano.
Il 7 aprile 1979 il sostituto procuratore Pietro Calogero fece arrestare circa 140 persone appartenenti a Potere Operaio e Autonomia Operaia, tra cui spiccarono i professori universitari Luciano Ferrari Bravo, Toni Negri ed Emilio Vesce, oltre che molti studenti e ricercatori. L'accusa, passata alla storia come teorema Calogero, tentò di dimostrare che il gruppo di Autonomia fosse la facciata legale delle Brigate Rosse e che Toni Negri fosse l'organizzatore del sequestro di Aldo Moro.

La Torre Net

Il 5 febbraio 1981 l'estremista di destra Valerio Fioravanti uccise sull'argine del canale Scaricatore i due carabinieri Enea Codotto e Luigi Maronese che lo avevano sorpreso mentre recuperava armi da un nascondiglio segreto subacqueo. Fioravanti fu in breve catturato.
Con la sigla di Brigate Rosse per la costruzione del Partito Comunista Combattente a Verona il 17 dicembre 1981 fu sequestrato il generale statunitense James Lee Dozier che fu liberato con un blitz dei NOCS a Padova, in zona Guizza, il 28 gennaio 1982.
Nel corso della seconda metà degli anni ottanta le tensioni politiche iniziarono ad essere parzialmente riassorbite nel tessuto sociale della città, rimanendo comunque sempre presenti.

## Gli anni recenti e gli sviluppi urbanistici

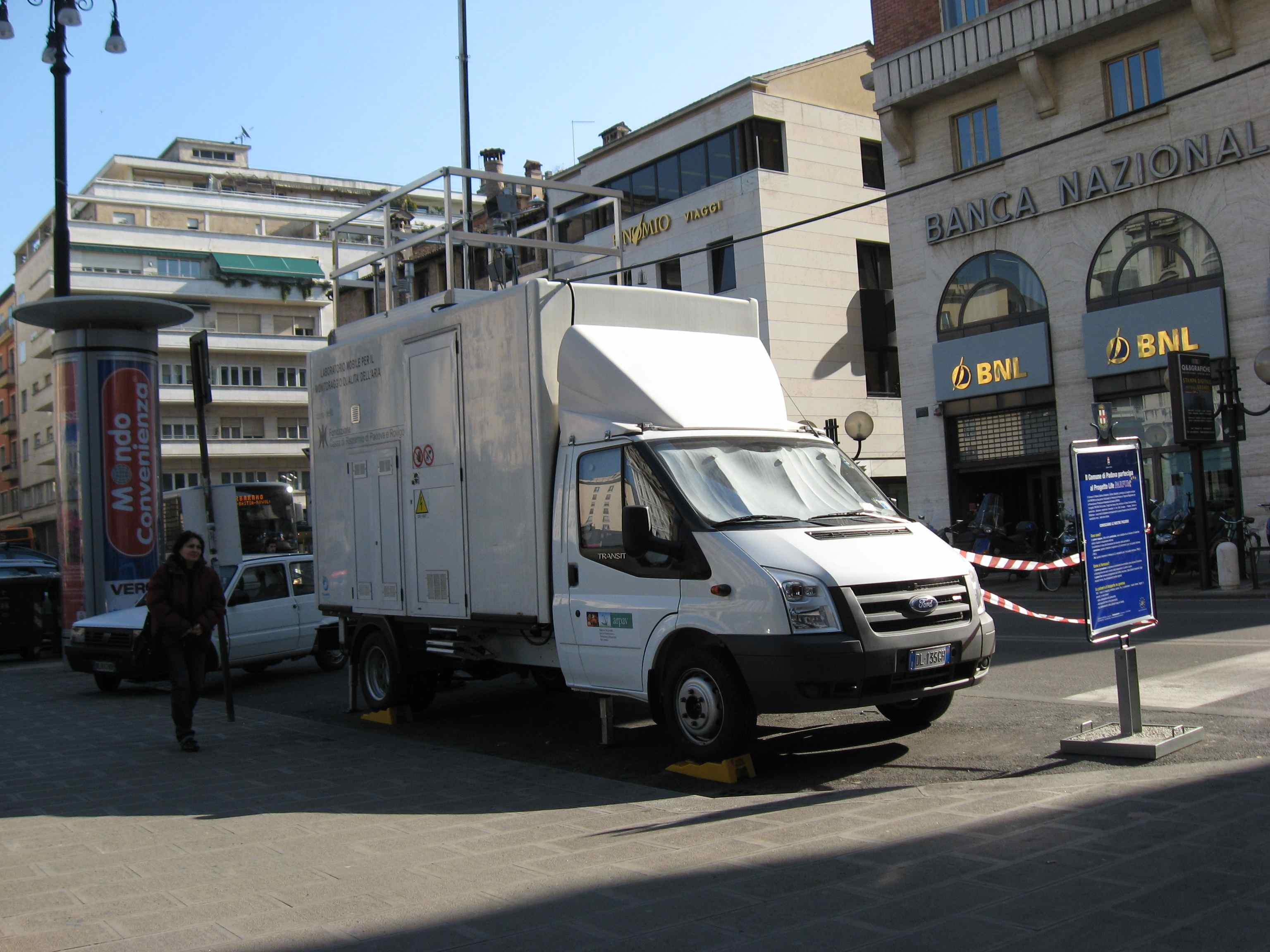
Un Ford Transit dell'ARPA Veneto esegue controlli ambientali. L'inquinamento è un problema serio anche a Padova.

La città oggi sta vivendo importanti cambiamenti urbanistici con la costruzione di nuovi moderni edifici direzionali e residenziali. Tra questi, uno dei più importanti è sicuramente il Net Center, una torre di 84 metri di altezza. Sono previsti numerosi progetti di riqualificazione di numerose aree esterne al centro della città, che per anni sono rimaste nel degrado più totale. Tra i più importanti, è necessario citare gli interventi di trasformazione urbana previsti nell'area in prossimità della stazione, e nella riqualificazione in "Area dei Servizi" dell'area urbana Tribunale-Fiera-Stanga.

Anche il monumento "Memoria e Luce" del famoso architetto Daniel Libeskind, costruito nel 2005 alle Porte Contarine in memoria delle Twin Towers, è diventato un simbolo di modernità per la città. Tuttavia è stato oggetto di numerose critiche, sia per la sua utilità che per la sua collocazione e il suo costo.

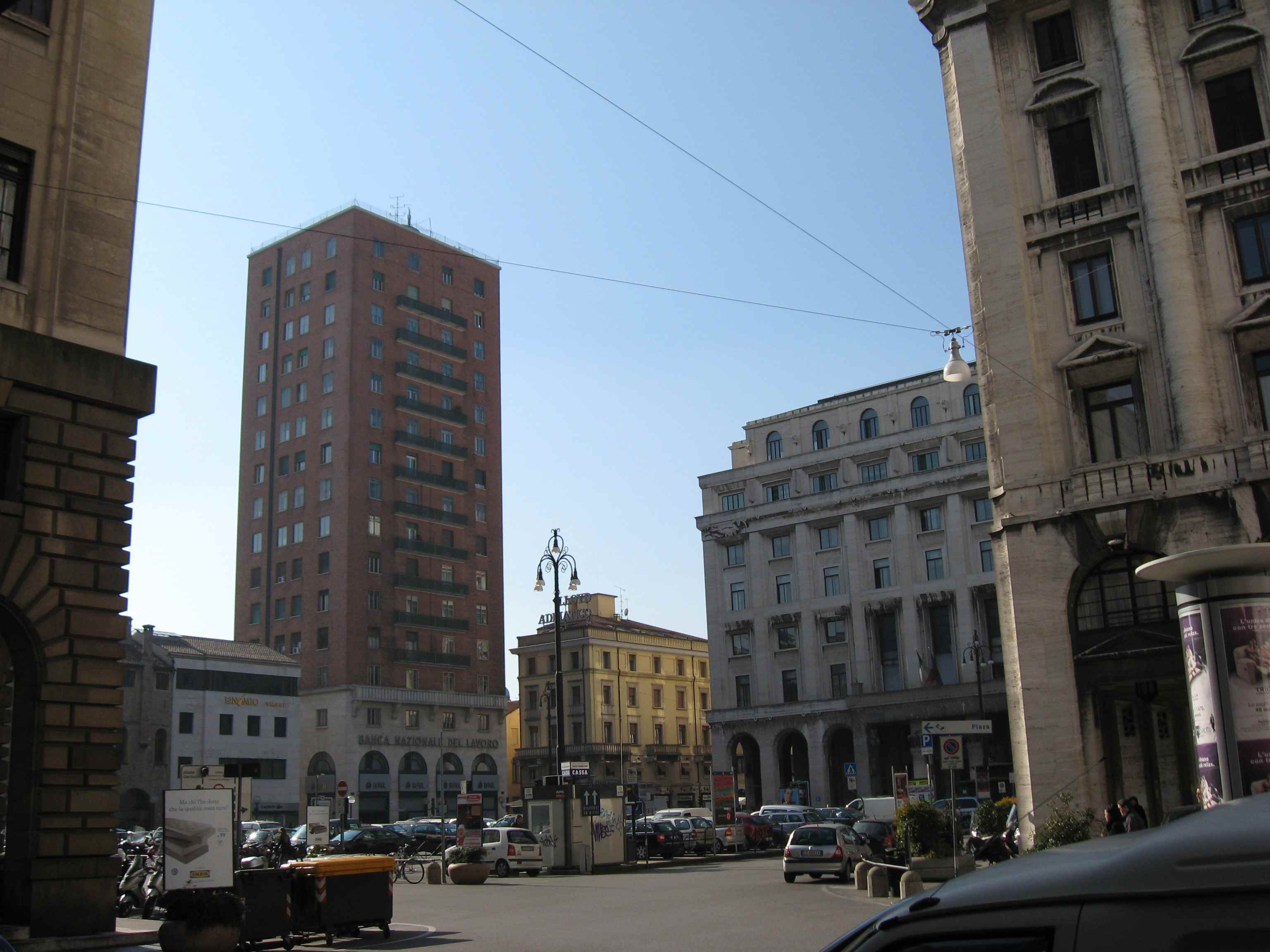
Piazza Insurrezione è il cuore amministrativo e direzionale del centro.

Simili polemiche, su un altro versante, hanno accompagnato il profondo rinnovo della viabilità cittadina, articolatasi negli ultimi anni intorno alla complessa realizzazione del Metrotram, con conseguente viabilità travagliata a causa dei cantieri aperti, e delle sue infrastrutture funzionali sull'asse Nord-Sud della città Pontevigodarzere - Arcella - Stazione - Centro Storico - Guizza; in prospettiva, avrebbero dovuto essere realizzate quattro ulteriori linee.

### Opere accessorie per l'esercizio del Metrotram
La posa in opera delle rotaie per il mezzo pubblico in oggetto ha ovviamente avuto una ricaduta piuttosto vistosa sul tessuto viario urbano. In tale luce s'inquadra il "sacrificio" (non sarà più praticabile dall'utenza privata) di metà Cavalcavia Borgomagno (versante Est), previsto — a regime — in concomitanza con l'operatività effettiva di quella linea tranviaria.
Nel 2008, apparentemente accantonata la realizzazione di una grande rotatoria inglobante il tratto apicale del Cavalcavia Camerini, 
hanno ripreso impulso le attività di edificazione del Cavalcavia Sarpi-Dalmazia, nuova porta di accesso al centro della città del popoloso quartiere Arcella. L'apertura al traffico era stata prevista verso il maggio 2009. Tuttavia, il 19 novembre 2008 è stato annunciato un rinvio di 170 giorni della data di ultimazione. Naturalmente, questa proroga influirà analogamente sulla reale apertura del servizio per la linea SIR 1 verso l'Arcella, e fino a Pontevigodarzere, che dovrebbe — come già detto — monopolizzare una delle due attuali carreggiate del Cavalcavia Borgomagno, imponendo l'operatività del "Sarpi-Dalmazia".
A metà ottobre 2009 veniva dato per probabile che l'inaugurazione dell'opera si svolgesse il 24 di quello stesso mese (un sabato). L'operazione, preventivata nel 2007 per poco più di 10 milioni di Euro, al termine dell'avventura costerà più del doppio: 23 milioni.

### Le tensioni sociali

#### Via Anelli
Padova è diventata una città sempre più al nel mirino della criminalità organizzata e dello spaccio di droga. Dalla fine degli anni ottanta Padova divenne uno dei principali centri di spaccio di stupefacenti del Veneto.
Simbolo evidente di questa difficile situazione è sicuramente il complesso residenziale "Serenissima" di via Anelli.
Il residence venne edificato negli anni settanta, con lo scopo di coprire la forte richiesta di mini-appartamenti per gli studenti universitari.
Successivamente, a partire dagli anni novanta, con il crescere della popolazione straniera, vi presero dimora numerose famiglie di immigrati, dati i canoni di locazione particolarmente contenuti.
Anche molti stranieri non in regola si insediarono nel complesso; purtroppo, la maggior parte di loro si inserì in vari gruppi per lo spaccio organizzato di droga e armi come "prima" occupazione.
Con il passare del tempo, la situazione peggiorò notevolmente. Nel giro di pochi anni si perse il controllo della zona, i prezzi delle abitazioni nelle vicinanze calarono e molti esercizi commerciali chiusero. Lo spaccio di droga, che già era molto consolidato nell'asse via Tommaseo/via Venezia, si aggravò ulteriormente.
Il caso di via Anelli diventò sempre più un vero "problema sociale" e nel giro di poco tempo si susseguirono gravissimi episodi di violenza che si ripercossero nel panorama nazionale.

Nell'estate del 2006 si è arrivati all'apice del fenomeno. Dopo uno scontro tra i vari gruppi di spaccio, costato diversi feriti, l'amministrazione comunale di centro sinistra, guidata dal sindaco Flavio Zanonato, decise di erigere un muro di acciaio, alto 7 metri e lungo 84, attorno a un lato del complesso residenziale per ostacolare lo spaccio, impedendo il passaggio nelle pertinenze di un altro complesso che in precedenza era separato da quello di via Anelli da una rete metallica divelta dai malavitosi. Tale scelta suscitò diverse polemiche da tutto il mondo politico e dalla società. Anche emittenti straniere, tra cui CNN ed NBC, dedicarono approfondimenti sul caso.
A ogni modo, l'amministrazione del sindaco Flavio Zanonato (nella "legislatura" conclusasi con le elezioni amministrative del 2009) aveva significativamente inciso, in collaborazione con le autorità di pubblica sicurezza locali, nel dissolvere la concentrazione di clandestinità e delinquenza che per anni aveva funestato via Anelli (peraltro incorrendo in discreti attriti con la frangia più radicale di maggioranza a sostegno dell'allora esistente giunta di centrosinistra). Attualmente, infatti, il complesso edilizio è stato sgomberato, secondo un piano comunale che prevede la ricollocazione abitativa degli aventi diritto in altre zone della città.
La demolizione effettiva del Complesso Serenissima, una delle zone più degradate, è iniziata nell'ottobre 2019.

#### Le nuove BR
In febbraio 2007 un'inchiesta del pubblico ministero milanese Ilda Boccassini sembrò aver portato alla scoperta di un revival brigatista a Padova, con intercettazioni, arresti e sequestri di armi e altro materiale.
Gli sviluppi del procedimento non consentono, ancor oggi, di esprimere un commento definitivo sul caso nel suo complesso.
Tuttavia, il 4 febbraio 2008, Valentino Rossin, che aveva collaborato alla conduzione delle indagini e pertanto ha potuto fruire dei benefici accordati dalla cosiddetta normativa "premiale" (legge n. 29 del 1982), è stato condannato in primo grado a tre anni e quattro mesi e di reclusione, per i reati di associazione sovversiva, banda armata e detenzione di armi. Il suo difensore ha dichiarato l'intenzione di conoscere la motivazione della sentenza, allo scopo di valutare un'eventuale impugnazione.
Il 27 marzo 2008 si aprì a Milano, in Corte d'assise, il processo a 16 imputati delle cosiddette Nuove BR, e precisamente Claudio Latino, Vincenzo Sisi, Davide Bortolato, Alfredo Davanzo, Bruno Ghirardi, Massimiliano Gaeta, Davide Rotondi, Massimiliano Toschi, Salvatore Scivoli, Andrea Tonello e Giampietro Simonetto.
Nel giugno 2009 tale processo — di primo grado — alle cosiddette "Nuove Brigate Rosse" (di cui alcuni esponenti erano padovani) si chiuse con svariate condanne, e tre assoluzioni.

#### La criminalità, il crescente degrado e altri nodi da risolvere
Durante gli ultimi anni Padova, pur avendo le dimensioni di una città di provincia, ha cominciato ad accusare alcuni problemi tipici delle metropoli.
La situazione della criminalità e del crescente degrado a Padova presenta indici allarmanti, se confrontati con le medie regionali.
I principali problemi sono, in sintesi:
- Un'elevata concentrazione di immigrati irregolari o, a volte, regolari grazie a permessi di soggiorno rilasciati per motivi umanitari, molti dei quali dediti allo spaccio di stupefacenti e/o ad altre attività di microcriminalità.
- Criminalità organizzata e spicciola.
- Rapine a mano armata, aggressioni nelle abitazioni (cosiddette "rapine in villa").

Il giorno 11 febbraio 2008, l'assessore alla sicurezza Marco Carrai ha annunciato l'adozione di una serie di provvedimenti di prevenzione, tra cui, nell'immediato, la dislocazione tra le 07.00 e le 21.00 di ogni giorno di un "presidio mobile" (furgone attrezzato) della Polizia Municipale in Piazzale Stazione. L'intervento sarebbe prodromico a una più vasta azione, comprendente tra l'altro la videosorveglianza di Piazza De Gasperi, Via Manara e altri "punti caldi".
In maggio dello stesso anno, veniva annunciato l'inizio di un servizio di sorveglianza fluviale per mezzo di apposite imbarcazioni della Polizia Municipale (in collaborazione con la locale Protezione Civile), nell'intento di contrastare spaccio di droga e altri fenomeni di degrado lungo gli argini cittadini.